# Parantheopsis
Parantheopsis is een geslacht van zeeanemonen uit de familie van de Actiniidae.

## Soorten
- Parantheopsis cruentata (Couthouy in Dana, 1846)
- Parantheopsis georgiana (Pfeffer, 1889)
- Parantheopsis ocellata (Lesson, 1830)
- Parantheopsis vanhoeffeni (Pax, 1922)